# Médaille Lavoisier
La médaille Lavoisier est une récompense décernée aux auteurs de travaux renommés dans le domaine de la chimie. Son nom vient d'Antoine Lavoisier, considéré comme le père de la chimie moderne.
Il existe trois récompenses différentes de ce nom, décernées par trois organismes distincts : la Société chimique de France, l'International Society for Biological Calorimetry et la firme DuPont.

## Société chimique de France
La médaille Lavoisier est la plus haute distinction attribuée par la Société chimique de France. Elle est décernée « à une personne physique ou à une institution pour distinguer des travaux ou des actions mettant la chimie en honneur ».
- 1904 : James Dewar
- 1906 : William Henry Perkin[3]
- 1912 : Victor Grignard[4]
- 1922 : Theodore William Richards[5]
- 1935 : Cyril Norman Hinshelwood[6]
- 1948 : Alexander Robert Todd[7]
- 1949 : Rudolf Signer (en)[8]
- 1955 : Karl Ziegler[9]
- 1968 : Robert Burns Woodward
- 1977 : Jacques Duclaux[10]
- 1983 : Paul Weisz[11]
- 1992 : M. Julia et R. Wey[2]
- 1993 : W. Hess, A. Lattes, E. Maréchal, E. Papirer et L.-A. Plaquette[2]
- 1994 : David A. Evans[2] ; M.-A. de Paoli[2] ; Rudolph Marcus[12] ; S. Wolff[2]
- 1995 : Derek Barton ; Rudolf Hoppe[2]
- 1997 : Jean-Marie Lehn[13]
- 1998 : Jean-Baptiste Donnet[2]
- 1999 : Gesellschaft Deutscher Chemiker (de) (« La GDCh »)[2]
- 2000 : F. Albert Cotton[2]
- 2004 : Fred McLafferty (en)[14],[2]
- 2013 : Gérard Férey[2] ; Henri Kagan[1]
- 2015 : Jacques Livage[15]
- 2018 : Christian Amatore[15]
- 2022 : Jean-Marie Tarascon[15]

## International Society for Biological Calorimetry
L'International Society for Biological Calorimetry (ISBC) décerne la Lavoisier Medal (Médaille Lavoisier) à un scientifique internationalement reconnu, pour une contribution significative au développement ou à l'application de la calorimétrie en biologie et médecine.
- 1990 : Ingemar Wadsö, Lund, Suède[16].
- 1992 : Richard B. Kemp, Aberystwyth, Royaume-Uni[16].
- 1994 : Lee Hansen, Provo, États-Unis[16].
- 1997 : Ingolf Lamprecht, Berlin, Allemagne[16].
- 1999 : Anthony E. Beezer, London, Royaume-Uni[16].
- 2001 : Lena Gustafsson, Göteborg, Suède[16].
- 2003 : Erich Gnaiger, Innsbruck, Autriche[16].
- 2006 : Mario Monti, Lund, Suède[16].
- 2010 : Edwin Battley, Stony Brook NY, États-Unis[16].
- 2014 : Urs von Stockar, Lausanne, Suisse.

## DuPont
- La médaille Lavoisier de DuPont est attribuée aux scientifiques et ingénieurs de DuPont pour leur carrière scientifique. Antoine Lavoisier avait été le mentor d'Éleuthère Irénée du Pont de Nemours, fondateur de l'entreprise[17]. La médaille est attribuée à titre posthume à Thomas H. Chilton[18].
- 1990 : Charles W. Todd
- 1992 : Herman E. Schroeder (en)
- 1995 : Stephanie Kwolek[19],[20]
- 1999 : Albert Moore
- 2000 : Ivan Maxwell Robinson[21]
- 2002 : Wilfred Sweeny[22]
- 2003 : Rudy Pariser[23]
- 2005 : Vlodek Gabara, Harry Kamack, Mel Kohan[17]
- 2007 : Edward J. Deyrup, Charles Joseph Noelke
- 2008 : D. Peter Carlson, Noel C. Scrivner
- 2009 : Calvin Chi-Ching Chien, George P. Lahm
- 2010 : Robert L. Segebart
- 2011 : Marc C. Albertsen
- 2012 : Scott V. Tingey
- 2013 : Mario Nappa[24]
- 2014 : Steve Taylor, Dave Estell[24]
- 2015: Stephen Smith, Ronald McKinney
- 2016: Mick Ward, Tom Carney
- 2017 : Joe Lachowski, George Weber[25]
- 2018 : Andrew Morgan, Scott Power, Peter Trefonas[26]
- 2019 : Mark Lamontia[26]
- 2020 : Andrew Morgan[27]
- 2021 : Mark Barger, Peter Berg[28]
- 2022 : Theresa Weston, Todd Buley[29]
- 2024 : Bradley K. Taylor[30]